# Ensemble Argento
L'Ensemble Argento est un ensemble de musique de chambre américain, basé à New York, dont le répertoire est consacré à la musique moderne et à la musique contemporaine.

## Membres
Cet ensemble instrumental est composé des membres suivants : Michel Galante, direction ; Erin Lesser, flûte ; Jill Sokol, flûte ; Carol McGonnell, clarinette ; Anthea Jackson, clarinette ; Kinan Azmeh (en), clarinette ; Miriam Kapner, hautbois ; Justin Brown, basson ; Charlie Porter (en), trompette ; Hiro Noguchi, trompette ; Tim Albright, trombone... [et al.]

## Discographie
- Tristan Murail, Winter Fragments (Aeon/Harmonia Mundi, 2003)[5],[6].